# Bingen (Sigmaringen)
Bingen es un municipio alemán perteneciente al distrito de Sigmaringa en el estado federado de Baden-Wurtemberg. Barrios son Hitzkofen, Hochberg y Hornstein. En total, tiene unos 2.700. Está ubicado en las orillas del río Lauchert entre el margen meridional del Jura de Suabia y el valle del Danubio.

## Sitios de interés
- Ruina del castillo de Hornstein[2]